# گمینا رایگرود
گمینا رایگرود (به لهستانی:  Gmina Rajgród) یک گمینا در لهستان است که در شهرستان گرایوو واقع شده‌است. گمینا رایگرود ۲۰۷٫۱۶ کیلومتر مربع مساحت و ۵٬۴۸۷ نفر جمعیت دارد.